# 九寨黄龙机场
九寨黃龍機場位於四川省阿坝藏族自治州松潘县川主寺镇东北12公里，距九寨沟88公里，距黄龙53公里，机场标高3448米，常被称为“九黄机场”、“九寨沟机场”或“川主寺机场”，是国家及民航“九·五”重点工程之一。
九黄机场于2003年9月28日通航，由四川九寨黄龙机场有限责任公司营运。公司最初属于阿坝州大九旅集团，2013年转至四川省交投集团，2023年转至四川省机场集团。机场与成都的空中距离约240公里，飞行时间约40分钟，曾是四川省旅客吞吐量第二大、全国支线机场第三大、藏区第二大机场。受2017年九寨沟地震影响，机场仅剩四川航空一家航空公司于每周三、五、日执飞往返成都的航班。2019年1月全面停航。2019年8月8日，黃龍機場恢復通航。

## 歷史
1999年8月18日，经国务院、中央军委批准立项。
2001年1月8日，机场开工建设。
2003年9月28日，机场建成通航，按满足2010年80万人次/年设计。
2005年10月29日，机场年吞吐量突破一百万人次。
2006年5月8日，机场开始二期扩建。5月8日～6月28日期间停航。二期扩建使机场跑道向南延长200米、安装盲降系统、增设跑道拦阻设施，扩建停机坪3.6万平方米，新建一座11300平方米航站楼。
2007年4月28日，机场二期扩建工程完工。
2009年，机场开始三期扩建。三期扩建工程总投资4.7亿元，按满足2020年250万人次、年飞行25080架次、高峰小时吞吐量2039人次、高峰小时18架次的运输需求设计，工程内容包括：跑道东侧新建一条长2760米平行滑行道系统；改造老航站楼2900平方米；增建货运仓库、特种车库、综合办公楼、通讯导航台等工程，并配套建设供电、供暖、绿化、环保等工程。
2012年，机场三期扩建投入使用。
2017年由于受2017年九寨沟地震影响，九黄机场冬春航季停航，于2018年4月18日复航，目前仅恢复九寨沟至成都的航线，每周三、五、日由四川航空执飞。2019年1月全面停航。2019年8月8日，黃龍機場恢復通航。

## 設施
机场航站楼总面积2万平方米，其中期扩建后老候机楼面积新增2900㎡，二期扩建工程新建航站楼面积11300平方米。航站楼总面积2万平方米，可满足2020年旅客吞吐量250万人次、货邮吞吐量2250吨、航班起降量25080架次、高峰小时飞机起降量18架次的运行需求。
经过一期、二期、三期建设，机场飞行区等级为4D，跑道长3370米，宽为60米，属I类精密进近跑道，可满足波音757-200及以下等级机型起降。在启用初期，机场02跑道北侧有障碍物，初期仅使用20跑道起降。
由于该机场的复杂气候条件，经常导致延误甚至需要返飞的情况。因此坊间有“九黄九黄，十飞九黄”的顺口溜。2011年九寨黄龙机场启动了公共的RNP AR飞行程序项目，2012年经过试验及局方批准后正式具备RNP运行和双向起降的能力，是中国首个公共RNP AR项目。

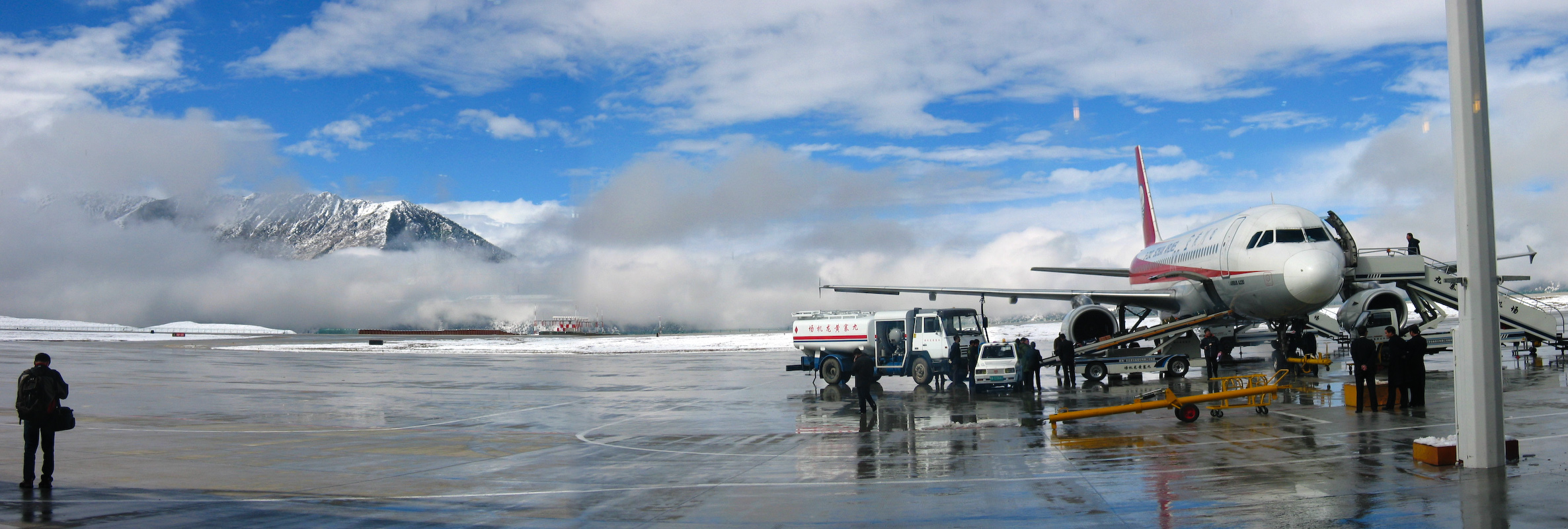
云雾缭绕中的停机坪

## 航空公司與航點
| 航空公司     | 目的地    |
| ------------ | --------- |
| 四川航空     | 成都/天府 |
| 中国国际航空 | 成都/天府 |

## 交通配套

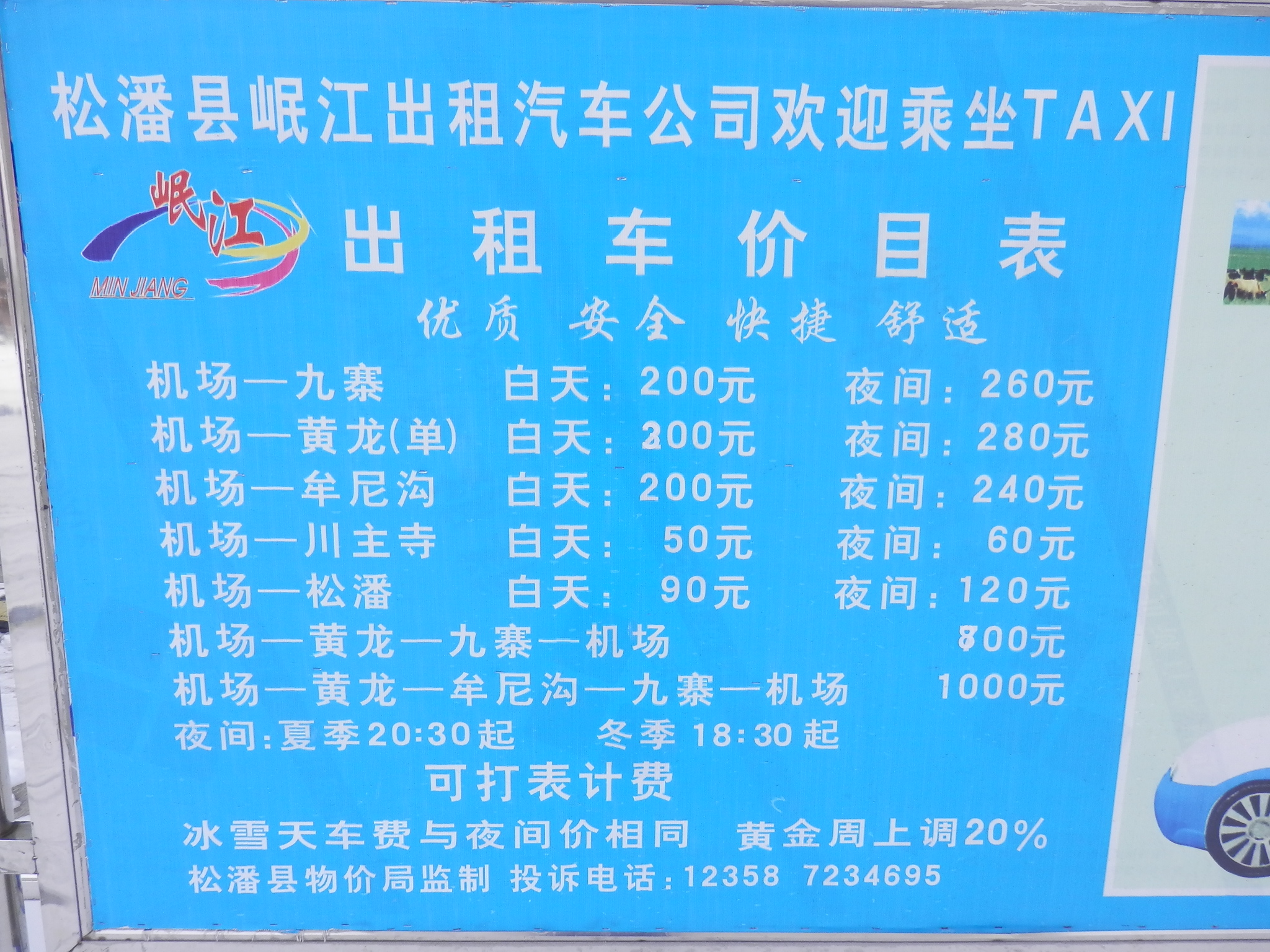
至附近景点的交通

从机场行车到九寨沟沟口大概需要两个小时。

## 外部連結
- 九寨黃龍機場官方網站（简体中文）